# 駐馬來西亞臺北經濟文化辦事處

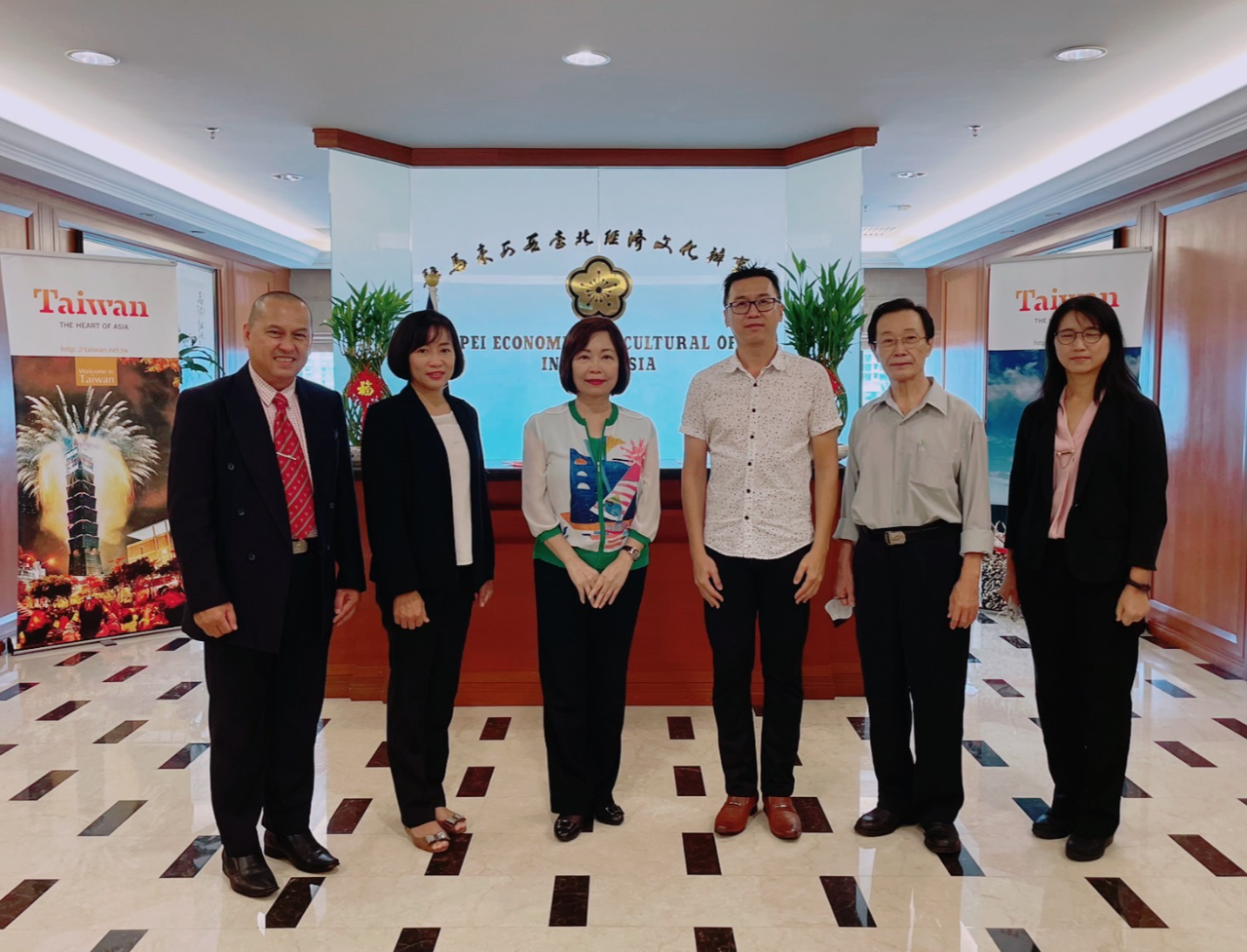
2022年7月，駐馬來西亞代表洪慧珠（中左）與訪客合影於代表處。

駐馬來西亞臺北經濟文化辦事處 是中華民國在馬來西亞的代表處。兩者間無正式外交關係，但該機構在實務運作上相當於實質大使館，館務轄區為巴基斯坦。

## 歷史
1964年11月，中華民國在馬來西亞設立駐吉隆坡領事館，1969年升格為駐吉隆坡總領事館。
1974年5月31日，馬來西亞政府與中華民國政府終止領事關係，並與中華人民共和國政府建立外交關係。
1974年8月，中華民國在吉隆坡設立駐吉隆坡遠東貿易旅遊中心，1988年升格為具大使館性質的駐馬來西亞臺北經濟文化中心，1992年7月13日改為駐馬來西亞台北經濟文化辦事處。